# مايك كوران
مايك كوران (بالإنجليزية: Mike Curran)‏ هو لاعب هوكي جليد أمريكي، ولد في 14 أبريل 1944 في إنترناشونال فولز في الولايات المتحدة.

## وصلات خارجية
- مايك كوران على موقع EliteProspects.com (الإنجليزية)
- مايك كوران على موقع HockeyDB.com (الإنجليزية)
- مايك كوران على موقع Hockey-Reference.com (الإنجليزية)
- مايك كوران على موقع أوليمبيديا (الإنجليزية)